# Cyril Forster Garbett
Cyril Forster Garbett GCVO PC (* 6. Februar 1875 in Tongham, Surrey; † 31. Dezember 1955 in York) war von 1919 bis 1932 Bischof von Southwark, von 1932 bis 1943 Bischof von Winchester und von 1942 bis 1955 Erzbischof von York und Metropolit von England.

## Frühe Jahre
Cyril Forster Garbett war der älteste Sohn des Reverend  Charles Garbett, des Vikars von Tongham, einer kleinen Ortschaft in Surrey. Seine Schulbildung bekam er von 1886 bis 1894 an der Grammar School in Portsmouth, um sich anschließend am Keble College in Oxford einzuschreiben. Etwas später studierte er am Cuddesdon College Theologie und wurde 1899 zum Diakon und 1901 zum Priester geweiht.

## Laufbahn
Von 1899 bis 1909 war er Pfarradministrator und anschließend bis 1919 Pfarrer in Portsea.
1919 wurde er zum Bischof von Southwark ernannt und 1932 Bischof von Winchester.
Während des frühen Zweiten Weltkriegs wurde er bekannt für seine orthodoxe und unkomplizierte Theologie, was ihm Anerkennung innerhalb und außerhalb der Kirche einbrachte.
1942 ernannte König Georg VI. Cyril Forster Garbett zum Erzbischof von York.
Seine Aufgabe nahm er sehr ernst. Es wurde als der wandernde Bischof berühmt, da er seine gesamte Diözese bekleidet in violetter Soutane und mit seinem Hirtenstab als Wanderstab durchquerte und sich viel Zeit für sein Klerus und den Menschen nahm.
Er wurde von allen Seiten respektiert, da er auch im Oberhaus seinen Pflichten mehr als üblich genüge leistete.
Seine Auffassung der Englischen Kirche war die einer großen Englischen Abteilung der katholischen Kirche mit ihrer langen Tradition, glorreichen Liturgie und Schultradition. Er wollte eine Volkskirche errichten, die im gesamten Englischen Commonwealth Bestand haben könnte.
Die Ökumene war im dabei sehr wichtig, so näherte sich die anglikanische und die griechische Orthodoxie näher an. Wie in seinem Bistum wanderte bzw. reiste er auch weltweit.
Seine Reisen gingen 1943 bis 1945 nach Russland, den USA, Kanada, Italien, Griechenland und Malta. 1946 Abessinien, 1946 nach Jugoslawien, 1947 nach Australien und in den Pazifik, 1951 nach British West Indien und 1953 nach Palästina, Zypern und Griechenland.
Als Metropolit von England nahm er an der Krönungsfeierlichkeit für die junge Königin Elisabeth II. am 2. Juni 1953 in Westminster aktiv teil.

## Letztes Lebensjahr
An seinem Geburtstag im Jahre 1955 erklärte Cyril Forster Garbett erschöpft seinen Rücktritt. Der von der Königin geadelte nunmehrige Lord Garbett of Tongham unterzog sich einer notwendigen Operation und lebte bis zu seinem Tode in einem Pflegeheim in York. Die Trauerfeier fand am 4. Januar 1956 statt.